# Прокопенківське нафтове родовище
Прокопенківське нафтове родовище — належить до Північного борту нафтогазоносного району Східного нафтогазоносного регіону України.

## Опис
Розташоване в Сумській області на відстані 40 км від м. Суми.
Знаходиться в межах північному борту Дніпровсько-Донецької западини.
Структура виявлена в 1968-72 рр. і являє собою невелику малоамплітудну куполовидну складку розмірами по ізогіпсі — 2400 м 2,5х2,1 м, порушену скидами. В 1976 р. з інт. 2516-2523 м отримано фонтан нафти дебітом 85 т/добу через штуцер діаметром 6 мм. свердловинами розкрито товщу осадових карбонатно-теригенних порід від четвертинних до візейських, а також кристалічні утворення докембрійського фундаменту.
Поклад пластовий, склепінчастий, тектонічно екранований. Колектори — пісковики. Режим покладів пружноводонапірний. 
Експлуатується з 1976 р. На 1.01.1994 р. вилучено 213 тис. т нафти, або 93% початкових запасів. Запаси початкові видобувні категорій А+В+С1: нафти — 230 тис. т. Вміст сірки у нафті 0,8 мас.%.